# Pedro Tenorio
Pour les articles homonymes, voir Tenorio.
Pedro Pangelinan Tenorio (né à Saipan le 18 avril 1934 et mort dans la même ville le 21 mai 2018) fut gouverneur des îles Mariannes du Nord à deux reprises.

## Biographie
Pedro Tenorio est né à Saipan. Il est diplômé de la George Washington High School à Guam et a étudié à l'université de Guam. Il a travaillé comme instituteur, dirigeant d'expédition, et superviseur pour une unité navale technique d’entrainement. 
Il est élu à la Chambre des représentants du Congrès de Micronésie de devenir membre de l'Assemblée législative du district des Mariannes. En 1978, quand les îles Mariannes du Nord deviennent un Commonwealth américain, il est élu vice-président du Sénat durant la première législature du Commonwealth, président du comité des programmes puis président du Sénat en 1980. 
Gouverneur en 1982, il est réélu pour un second mandat de 1985 à 1990. Il est de nouveau gouverneur de 1998 à 2002.